# Antonio Conte
Antonio Conte (phát âm tiếng Ý: [anˈtɔːnjo ˈkonte]; sinh ngày 31 tháng 7 năm 1969) là cựu cầu thủ và huấn luyện viên bóng đá người Ý, hiện ông đang huấn luyện cho câu lạc bộ  Napoli tại giải Serie A.
Khi còn thi đấu ông đá ở vị trí tiền vệ, Conte bắt đầu sự nghiệp ở đội bóng quê hương U.S. Lecce và trở thành một trong những cầu thủ thành công và có ảnh hưởng nhất lịch sử Juventus. Trong suốt sự nghiệp ông được biết đến với sự kiên trì, tinh thần thi đấu và khả năng lãnh đạo, mang băng đội trưởng đội bóng, và giành chức vô địch UEFA Champions League, cũng như 5 chức vô địch Serie A, cùng với đó là các danh hiệu khác. Ông khoác áo đội tuyển Ý và tham dự FIFA World Cup 1994 và UEFA Euro 2000, trong cả hai lần Ý đều giành chức á quân.
Sự nghiệp của ông bắt đầu năm 2006, khi dẫn dắt Bari giành chức vô địch Serie B 2008–09, và giúp Siena lên hạng hai năm sau đó. Sau đó ông dẫn dắt Juventus năm 2011, nơi ông áp dụng chiến thuật 3–5–2 và giành 3 chức vô địch Serie A liên tiếp, trước khi dẫn dắt tuyển Ý năm 2014 cho tới khi hoàn thành chiến dịch UEFA Euro 2016.
Ông trở thành huấn luyện viên của Chelsea vào tháng 4 năm 2016 và dẫn họ đến chức vô địch Premier League trong mùa giải đầu tiên của mình, sau đó giành cúp FA trong mùa giải thứ hai của mình với đội. Ông bị sa thải vào tháng 7 năm 2018 và dẫn dắt Inter Milan một năm sau, giành chức vô địch Serie A ở mùa giải thứ hai và cuối cùng của ông tại câu lạc bộ.
Vào ngày 5 tháng 6 năm 2024, Conte chính thức được bổ nhiệm làm huấn luyện viên trưởng của câu lạc bộ Serie A Napoli, ký hợp đồng có thời hạn ba năm với câu lạc bộ, có hiệu lực vào ngày 1 tháng 7.
Vào ngày 23 tháng 5 năm 2025, Conte đã dẫn dắt Napoli giành Scudetto thứ tư cho câu lạc bộ. Đây là chức vô địch thứ năm của Conte tại Ý với tư cách là huấn luyện viên và giúp ông trở thành huấn luyện viên đầu tiên giành chức vô địch quốc gia Ý với ba câu lạc bộ khác nhau.

## Đời tư
Conte và vợ Elisabetta có một con gái tên Vittoria. Họ sống với nhau 15 năm trước khi đám cưới vào tháng 6 năm 2013. Conte đã bày tỏ lòng biết ơn của mình đối với gia đình khi họ đã hỗ trợ động viên ông trong suốt quá trình điều tra vụ dàn xếp tỉ số Scommessopoli: "Tôi có một người phụ nữ tuyệt vời bên cạnh mình, người luôn cố gắng hiểu tôi. Còn với con gái tôi, nó là người phụ nữ khác của cuộc đời tôi. Nó đã bắt đầu hiểu được bố của nó căng thẳng khi không giành chiến thắng trong một trận đấu".
Ngoài nói tiếng mẹ đẻ tiếng Ý, Conte còn có thể nói tiếng Anh.

## Số liệu thống kê

### Các bàn thắng quốc tế
Bàn thắng và kết quả của Ý được ghi trước.
| #  | Ngày                     | Địa điểm                                  | Đối thủ    | Ghi bàn | Kết quả | Giải đấu                 |
| -- | ------------------------ | ----------------------------------------- | ---------- | ------- | ------- | ------------------------ |
| 1. | ngày 27 tháng 3 năm 1999 | Sân vận động Parken, Copenhagen, Đan Mạch | Đan Mạch   | 2–1     | 2–1     | Vòng loại UEFA Euro 2000 |
| 2. | ngày 11 tháng 6 năm 2000 | GelreDome, Arnhem, Hà Lan                 | Thổ Nhĩ Kỳ | 1–0     | 2–1     | UEFA Euro 2000           |

### Số liệu huấn luyện
Tính đến tính tới 02 tháng 06 năm 2022.
| Đội                | Quốc gia | Từ                   | Tới                  | Kết quả | Kết quả | Kết quả | Kết quả | Kết quả |
| Đội                | Quốc gia | Từ                   | Tới                  | Tr      | T       | H       | T       | % thắng |
| ------------------ | -------- | -------------------- | -------------------- | ------- | ------- | ------- | ------- | ------- |
| Arezzo             | Ý        | tháng 7 năm 2006     | 31 tháng 10 năm 2006 | 12      | 3       | 5       | 4       | 025,00  |
| Arezzo             | Ý        | 13 tháng 3 năm 2007  | tháng 6 năm 2007     | 14      | 6       | 4       | 4       | 042,86  |
| Bari               | Ý        | 27 tháng 12 năm 2007 | 23 tháng 6 năm 2009  | 67      | 32      | 20      | 15      | 047,76  |
| Atalanta           | Ý        | 21 tháng 9 năm 2009  | 7 tháng Giêng 2010   | 14      | 3       | 4       | 7       | 021,43  |
| Siena              | Ý        | 1 tháng 7 năm 2010   | 21 tháng 5 năm 2011  | 44      | 22      | 14      | 8       | 050,00  |
| Juventus           | Ý        | 22 tháng 5 năm 2011  | 15 tháng 7 năm 2014  | 151     | 102     | 34      | 15      | 067,55  |
| Ý                  | Ý        | 14 tháng 8 năm 2014  | 2 tháng 7 năm 2016   | 25      | 14      | 7       | 4       | 056,00  |
| Chelsea            | Anh      | 3 tháng 7 năm 2016   | 13 tháng 7 năm 2018  | 106     | 69      | 17      | 20      | 065,09  |
| Inter Milan        | Ý        | 31 tháng 5 năm 2019  | 26 tháng 5 năm 2021  | 102     | 64      | 23      | 15      | 62,75   |
| Tottenham Hotspurs | Anh      | 2 tháng 11 năm 2021  | 27 tháng 3 năm 2023  | 36      | 21      | 5       | 10      | 58,33   |
| Tổng               | Tổng     | Tổng                 | Tổng                 | 536     | 315     | 131     | 90      | 058,77  |

## Danh hiệu

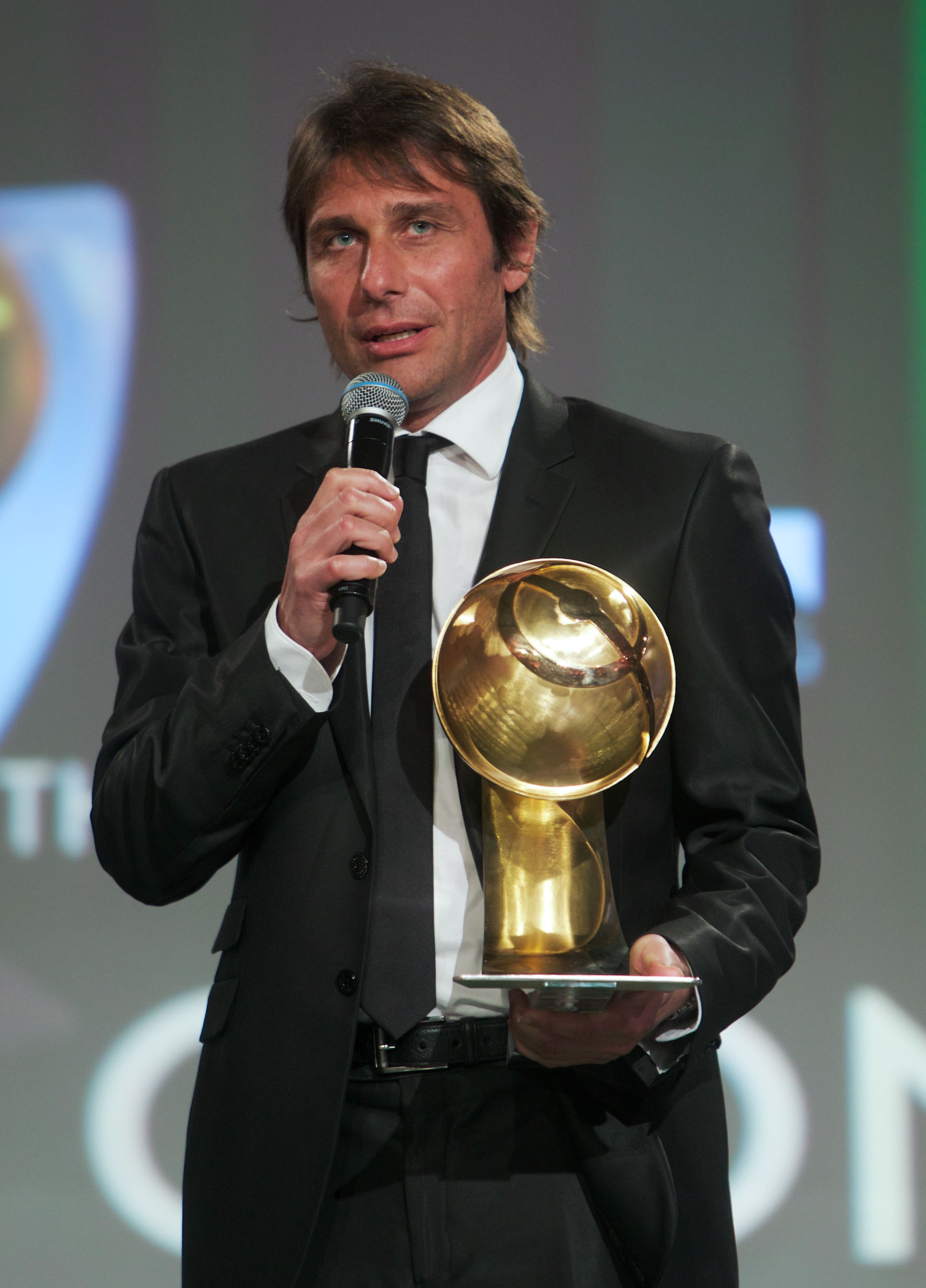
Conte nhận giải Huấn luyện viên xuất sắc nhất năm của Globe Soccer Awards (2013).

### Cầu thủ

#### Juventus[14]
- Serie A: 1994–95, 1996–97, 1997–98, 2001–02, 2002–03
- Coppa Italia: 1994–95
- Supercoppa Italiana: 1995, 1997, 2002,[15] 2003
- UEFA Champions League: 1995–96
- UEFA Cup: 1992–93
- Intercontinental Cup: 1996
- UEFA Intertoto Cup: 1999

#### Ý
- FIFA World Cup: Á quân 1994 [16]
- UEFA Euro: Á quân 2000

### Huấn luyện viên

#### Bari[17]
- Serie B: 2008–09

#### Juventus[17]
- Serie A: 2011–12, 2012–13, 2013–14
- Supercoppa Italiana: 2012, 2013
- Coppa Italia: Á quân 2011–12

#### Chelsea
- Premier League: 2016–17[18]
- FA Cup: 2017–18[19]

#### Inter Milan
- Serie A: 2020–2021[20]
- UEFA Europa League: Á quân 2019–20[21]

#### Napoli
- Serie A: 2024–25

#### Cá nhân
- Panchina d'Argento: 2008–09[22]
- Panchina d'Oro: 2011–12,[23] 2012–13,[24] 2013–14,[25] 2020–21
- Serie A Coach of the Year: 2011–12, 2012–13,[26] 2013–14,[27] 2020–21[28]
- Trofeo Tommaso Maestrelli for the Best Italian Manager: 2011–12[29]
- Globe Soccer Award for the Best Coach of the Year: 2013[30]
- IFFHS Best Club Coach of the Year Nominee: 2013 (7th)[31]
- Gazzetta Sports Awards Coach of the Year: 2015[32]
- Premier League Manager of the Month: October 2016, November 2016, December 2016[18]
- London Football Awards for Manager of the Year: 2017[33]
- Premier League Manager of the Season: 2016–17[18]
- LMA Manager of the Year: 2016–17[34]
- Special Achievement GQ Men of the Year Award: 2017[35]
- The Best FIFA Men's Coach (2nd Place): 2017[36]
- Italian Football Hall of Fame: 2021[37]

### Danh dự
- Knight of the Order of Merit of the Italian Republic: 2000[38]